# مظنون (فیلم ۱۹۷۵)
«مظنون» (ایتالیایی: Il sospetto) یک فیلم است که در سال ۱۹۷۵ منتشر شد. از بازیگران آن می‌توان به جان ماریا ولونته، آنی ژیراردو، برونو کوراتساری، لوچانو بارتولی و رناتو سالواتوری اشاره کرد.